# 1890 en philosophie
Chronologie de la philosophie
- 1886
- 1887
- 1888
- 1889
- 1890
- 1891
- 1892
- 1893
- 1894

L’année 1890 a été marquée, en philosophie, par les événements suivants :

## Naissances
- 2 août à Londres : Herbert Dingle